# Dvorac Erdödy-Rubido u Gornjoj Rijeci
Dvorac Erdödy-Rubido u Gornjoj Rijeci - kasnorenesansni dvorac u Gornjoj Rijeci kod Križevaca.
Nastao je na mjestu stare kurije. Sagradio ga je Gašpar Orehovečki (mađ.: Orehoczy) u drugoj polovici 17. stoljeća. Dvorac je nastao kada se vlastelin Orehovečki preselio u Gornju Rijeku iz dvorca na Malom Kalniku, kojeg su srušili Mongoli. Kasnije je dvorac u vlasništvu obitelji Chamaré pa Sidonije Erdödy Rubido, prve hrvatske operne pjevačice, koja je navodno u lijevoj kuli dvorca prvi put pjevala hrvatsku himnu "Lijepa naša". 
Veletrgovci Gorjani vlasnici su dvorca od 1939. godine, a početkom Drugog svjetskog rata pobjegli su. Pola dvorca pripada državi, a pola trgovcu Turku iz Gornje Rijeke. Dvorac je postao logor za Židove. Umirali su od tifusa. Sredinom 1942. godine, iz logora Stara Gradiška i Uštice kod Jasenovca prebačeno je oko 400 dječaka u dvorac u Gornju Rijeku. Bili su dječaci od 7 do 14 godina s područja Kozare u Bosni. Doveli su ih u dvorac, da ih preodgoje. Mnogi su umrli od gladi i zaraznih bolesti. Oko 100 dječaka prebačeno je u Jastrebarsko i ostali su živi. Dvjesto dječaka je pokopano oko dvorca, ostali su prebačeni u zaraznu bolnicu u Zagrebu. U parku oko dvorca podignut je spomenik stradalim dječacima. Poslije je dvorac pretvoren u osnovnu školu.
Ima oblik slova U, na pročelju su dvije cilindrične kule. Oko dvorca je park, a ispred dvorca drvored. U parku ima raznolikih vrsta drveća kao što su: sekvoja, čuga, duglazija, sitkanska smreka, ariš, jablan, bijeli bor, crni bor, pačempres, američki borovac, platana, žalosna vrba itd. Park je obnovio vrtlar Sibera iz Varaždina 1956. godine.

## Unutarnje poveznice
- Logor Gornja Rijeka